# Dasybasis diemanensis
Dasybasis diemanensis är en tvåvingeart som först beskrevs av Ferguson 1921.  Dasybasis diemanensis ingår i släktet Dasybasis och familjen bromsar. Inga underarter finns listade i Catalogue of Life.